# Ай-Логасьёган
Ай-Логасьёган (устар. Ай-Логась-Юган) — река в Шурышкарском районе Ямало-Ненецкого АО. Правая составляющая реки Логасьёган, высота устья 24 м. Длина реки составляет 81 км, площадь водосборного бассейна 667 км². В 7 км от устья, по правому берегу реки впадает река Лилангъёган.

## Данные водного реестра
По данным государственного водного реестра России относится к Нижнеобскому бассейновому округу, водохозяйственный участок реки — Обь от впадения реки Северная Сосьва до города Салехард, речной подбассейн реки — бассейны притоков Оби ниже впадения Северной Сосьвы. Речной бассейн реки — (Нижняя) Обь от впадения Иртыша.
Код объекта — 15020300112115300022966.